# Agent de transferència genètica
Un agent de transferència genètica (ATG) és un element similar a virus bacterians trobat a diversos bacteris i arquees que mitjança en la transferència horitzontal de gens entre cèl·lules de la mateixa població. Els ATG empaqueten segments aleatoris d'ADN presents en el bacteri amfitrió, els quals poden ser transduits a una cèl·lula receptora. ATGs originats a partir de diferents virus han sigut trobats en diversos llinatges bacterians i arqueans, com Alphaproteobacteria, espiroquetes i arquees metanogèniques.